# Idrottsparkens metrostation
Idrottsparken (finska: Urheilupuisto) är en metrostation inom Helsingfors metro som togs i bruk år 2017. 
Stationen ligger söder om Hagalunds idrottspark i Esbo och kallades tidigare Bågparkens station. Den ligger 27 meter under marken och är i motsats till västmetrons övriga stationer inte insprängd i berggrunden.
Taket hålls upp av tretton stora pelare och väggarna är dekorerade med paneler som anknyter till stationens namn. Det är den enda metrostationen med dagsljus på perrongen.